# Pheia sperans
Pheia sperans là một loài bướm đêm thuộc phân họ Arctiinae, họ Erebidae.